# Koszarsko
Koszarsko – wieś w Polsce położona w województwie lubelskim, w powiecie krasnostawskim, w gminie Żółkiewka.
W latach 1954–1959 wieś należała i była siedzibą władz gromady Koszarsko, po jej zniesieniu w gromadzie Żółkiewka. W latach 1975–1998 miejscowość administracyjnie należała do województwa zamojskiego.
W 1955 roku w Koszarsku celebrowano pierwsze nabożeństwo kształtującej się parafii Kościoła Polskokatolickiego w Żółkiewce.
Wieś stanowi sołectwo gminy Żółkiewka. Według Narodowego Spisu Powszechnego (III 2011 r.) wieś liczyła 192 mieszkańców.